# Arbucias
Arbúcias o Arbucias (en catalán y oficialmente Arbúcies) es una localidad y municipio español de la comarca de la Selva, en la provincia de Gerona, comunidad autónoma de Cataluña.

## Demografía
Arbucias cuenta con una población de 6574 habitantes (INE 2024).
| Gráfica de evolución demográfica de Arbucias entre 1842 y 2021 |
| |
| Población de derecho según los censos de población del INE Población de hecho según los censos de población del INEEn estos censos se denominaba Arbucias: 1842, 1857, 1860, 1877, 1887, 1897, 1900, 1910, 1920, 1930, 1940, 1950, 1960, 1970 y 1981 Entre el censo de 1857 y el anterior, crece el término del municipio porque incorpora a Joanet |

Población por núcleos
Desglose de población según el Padrón Continuo por Unidad Poblacional del INE.
| Núcleos                          | Habitantes (2014) | Varones | Mujeres |
| -------------------------------- | ----------------- | ------- | ------- |
| Arbucias                         | 5144              | 2708    | 2436    |
| Joanet                           | 56                | 30      | 26      |
| Vehinat de Cerdans (Cerdans)     | 14                | 7       | 7       |
| Vehinat de la Janeta (la Janeta) | 65                | 35      | 30      |
| Vehinat de Lliors (Lliors)       | 271               | 134     | 137     |
| Vehinat del Rieral (el Rieral)   | 325               | 162     | 163     |
| Vehinat del Vidal (el Vidal)     | 606               | 301     | 305     |

## Administración y política
| Periodo   | Nombre                 | Partido             |
| --------- | ---------------------- | ------------------- |
| 1979-1983 | Jaume Soler Pastells   | CUPA                |
| 1983-1987 | Jaume Soler Pastells   | CUPA                |
| 1987-1991 | Jaume Soler Pastells   | CUPA                |
| 1991-1995 | Jaume Soler Pastells   | CUPA                |
| 1995-1999 | Jaume Soler Pastells   | CUPA                |
| 1999-2003 | Jaume Soler Pastells   | CUPA                |
| 2003-2007 | Roger Zamorano Rodrigo | ERC                 |
| 2007-2011 | Roger Zamorano Rodrigo | ERC                 |
| 2011-2015 | Pere Garriga Solá      | EPA                 |
| 2015-2019 | Pere Garriga Solá      | EA-IdSELVA          |
| 2019-2023 | Pere Garriga Solá      | Entesa per Arbúcies |
| 2023-act. | Pere Garriga Solá      | Entesa per Arbúcies |

## Economía
Arbucias es notable por ser sede, pese a su pequeño tamaño, de varias de las empresas carroceras de autobuses más importantes de Cataluña y de España. Entre ellas están Indcar (la más antigua), Ayats, Noge, Beulas y Boari.

### Evolución de la deuda viva
El concepto de deuda viva contempla solo las deudas con cajas y bancos relativas a créditos financieros, valores de renta fija y préstamos o créditos transferidos a terceros, excluyéndose, por tanto, la deuda comercial.
| Gráfica de evolución de la deuda viva del ayuntamiento entre 2008 y 2014                             |
| |
| Deuda viva del ayuntamiento en miles de Euros según datos del Ministerio de Hacienda y Ad. Públicas. |

La deuda viva municipal por habitante en 2014 ascendía a 833,67 €.

## Monumentos y lugares de interés

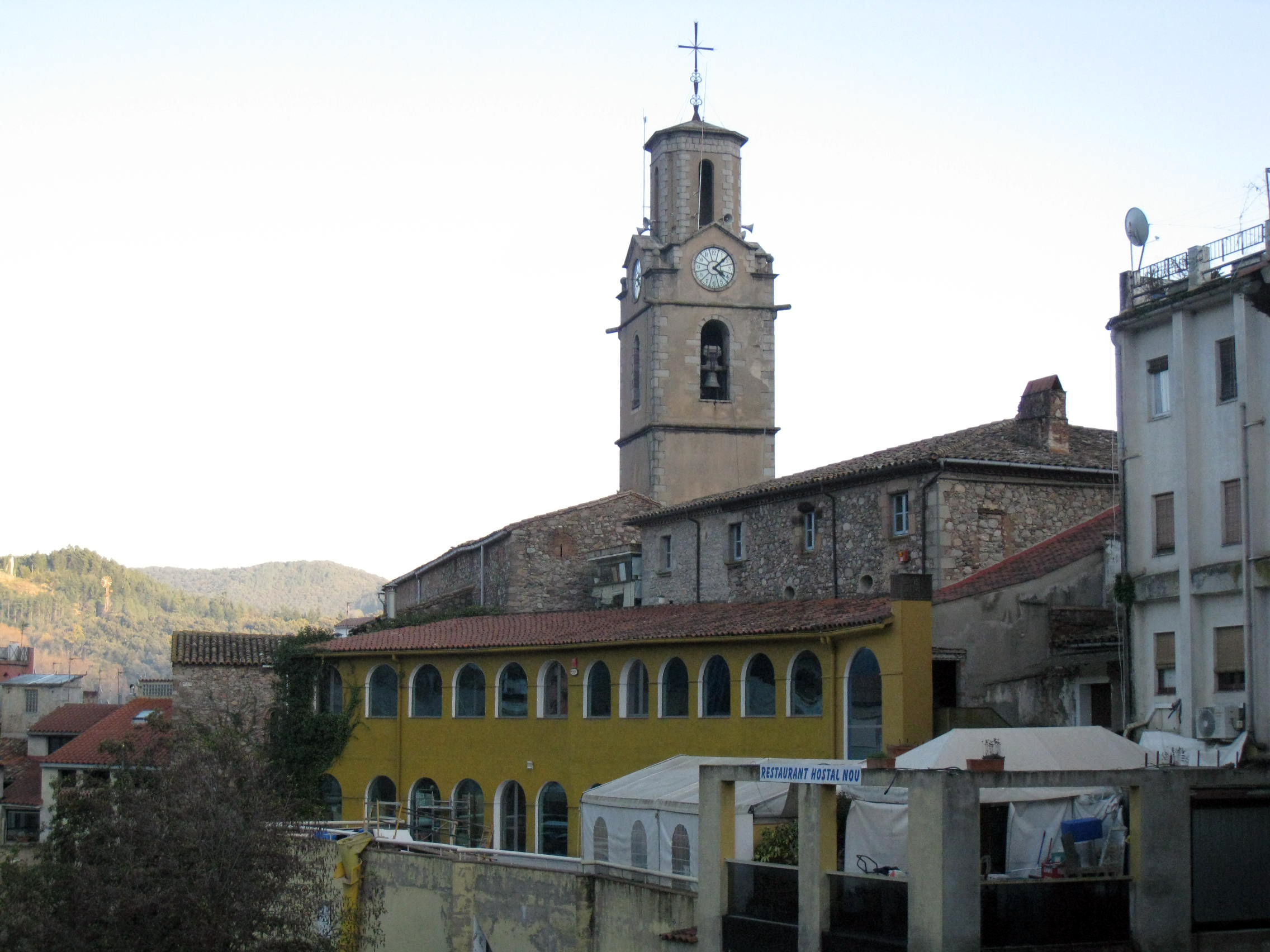
Iglesia de San Quirico y Santa Julita, en Arbucias

- Castillo de Montsoriu, uno de los ejemplares de arquitectura gótica militar mejor conservados de Cataluña (siglo XIII-XIV)
- Iglesia de Sant Cristòfol de Vehinat de Cerdans
- Iglesia de Sant Mateu de Joanet
- Iglesia de Sant Pere Desplà, de arquitectura románica, donde se conservan unas pinturas prerrománicas únicas en Cataluña
- Iglesia de Santa María de Vehinat de Lliors
- Arbucias también tiene actividad volcánica de interés

## Cultura

### Museos
- Museo etnológico del Montseny-La Gabella, centro de información y documentación del parque natural del Montseny, desde la prehistoria hasta la actualidad.

### Fiestas
- Domingo antes de Corpus, Festa de les Enramades, declarada de Interés Nacional en 1999
- Último domingo de abril, Feria del agua
- Último domingo de julio, fiesta mayor

## Ciudades hermanadas
- Palacagüina, Nicaragua
- Kandia, Senegal
- Hagunia, Campos de Refugiados de la RASD en Tinduf